# مائير يعقوب كيستر
مئير يعقوب كيستر (بالعبرية: מאיר יעקב קיסטר‏) (16 يناير 1914 - 16 أغسطس 2010 في القدس) مستعرب يهودي إسرائيلي الجنسية من أصل بولندي.
حصل على جائزة إسرائيل في عام 1981 في اللغويات العربية ودراسات الشرق الأوسط.

## حياته المهنية
في عام 1932 بدأ دراسة القانون في جامعة لفيف، لكنه انتقل في عام 1933 إلى وارسو حيث عمل في دار نشر. وفي عام 1939 هاجر إلى فلسطين، حيث درس اللغة العربية في الجامعة العبرية في القدس، على يد كل من ديفيد هارتفيغ بانيت وشلومو دوف جويتين. وفي عامي 1945 - 1946 عمل سكرتيرًا صحفيًا للسفارة البولندية في بيروت. ومن عام 1946 إلى عام 1958 قام بتدريس اللغة العربية في مدرسة ريئالي العبرية في حيفا.
وفي الوقت نفسه واصل دراسته وحصل على الماجستير في عام 1949 والدكتوراه في عام 1964. وقام بالتدريس في الجامعة العبرية منذ عام 1958حتى تقاعده عام 1983 كأستاذ. وساهم في تأسيس أقسام اللغة العربية في جامعتي تل أبيب وحيفا.
منذ عام 1975 كان عضوا في أكاديمية العلوم الإسرائيلية. وفي عام 1981 حصل على جائزة إسرائيل، وفي عام 1988 على جائزة روتشيلد.